# Въмбел
 Тази статия е за селото в Костурско.  За други значения на Мосхохори вижте Мосхохори.  За други значения на Въбел вижте Въбел.
Въ̀мбел (изписване до 1945 година също като Вѫбелъ, понякога книжовно Въ̀бел (на гръцки: Μοσχοχώρι, Мосхохори, катаревуса: Μοσχοχώριον, Мосхохорион, до 1927 година Βαμπέλι, Вамбели, на албански: Dhambeli) е бивше село в Република Гърция на територията на дем Преспа, област Западна Македония.

## География
Селото е разположено на 2 km северозападно от Смърдеш (Кристалопиги) и на 54 km югозападно от град Лерин (Флорина) и на 40 km северозападно от Костур (Кастория) в подножието на планината Корбец (Трикларио) и връх Козич в областта Кореща (Корестия).

## История

### Етимология
Името Въмбел е вариант със запазен разложен назализъм (характерен за костурския говор) в славянската дума „въбел“ – кладенец. Името се среща на много места в България като местно или речно име – Въбел, Въбела. Според „Българския етимологичен речник“ сродни славянски думи са сръбското убао, убла – кладенец, руското от XI век уболъ, улица – кладенец, полабското wûmbâl – извор. Името произхожда от праславянското *ǫbelъ, което е сродно с арменското amb, amp, родителен падеж amboy, ampoy – облак, гръцкото (пеласгийско) ὅμβρος – дъжд, латинското imber – дъжд; вода, течност, авестийското awrəm – облак, староиндийското abhrám – дъждовен облак; мрачно време, ámbháh, ámbu – вода от вероятните протоиндоевропейски корени *ombh-, *mbh-.

### В Османската империя
Селото се споменава в османски дефтер от 1530 година под името Вимбил, спахийски зиамет и тимар, с 84 ханета гяури, 61 ергени гяури и 1 вдовица гяурка. Горно Въмбел (Ано Ванбил) има 28 ханета гяури и 1 ерген гяурин.
В XIX век Въмбел е чисто българско село. Църквата „Свети Димитър“ е от 1871 година. Храмът е построен вероятно от епирски майстори. Разрушен е в 1965 година, когато в него случайно избухва снаряд при военни учения.
Александър Синве („Les Grecs de l’Empire Ottoman. Etude Statistique et Ethnographique“), който се основава на гръцки данни, в 1878 година пише, че във Вамбели (Vambély) живеят 600 гърци. В 1889 година Стефан Веркович („Топографическо-этнографическій очеркъ Македоніи“) пише, че в селото има 135 български семейства с 656 жители. В „Етнография на вилаетите Адрианопол, Монастир и Салоника“, издадена в Константинопол в 1878 година и отразяваща статистиката на населението от 1873 година Вембел (Vembel) е посочено като село със 150 домакинства с 420 жители българи.
Според статистиката на Васил Кънчов („Македония. Етнография и статистика“) в 1900 година Въмбел има 650 жители българи.
На Етнографската карта на Битолския вилает на Картографския институт в София от 1901 година Въмбел е чисто българско село в Костурската каза на Корчанския санджак със 120 къщи.
От 1903 година всички жители на Въмбел са под върховенството на Българската екзархия. По данни на секретаря на Българската екзархия Димитър Мишев („La Macédoine et sa Population Chrétienne“) в 1905 година във Въмбел има 960 българи екзархисти.
Въмбел е едно от селата в Костурско, които активно се включват в борбата на ВМОРО. На 28 март 1903 година селската чета на Въмбел се притичва на помощ на обсадените в село Смърдеш чети на Борис Сарафов и Иван Попов, като заедно с четата на село Връбник удря в гръб турската войска. По време на Илинденско-Преображенското въстание, на 25 август 1903 година селото е разграбено от турски аскер, 95 къщи са опожарени, а 8 души са убити (Иван Ставрев, Яне Антонов, Никола Пандов, Димитър Пандов, Наумица Лякова, Ставро Спасов, Тръндо Митрев и Ница Тасева). В пещера близо до селото 15 жители на Въмбел се самоубиват, за да не попаднат в ръцете на противника. Това са младежите Петре Папа, Георги Наумов, Търпо Лазов, Никола Димитров, Андон Димитров, Цветко Ламбрев, Наум Лазов, Никола Пенев, Вангел Тодоров, Наум Георгиев, Георги Андонов, Яни Киров, Андон Костадинов, Яни Христов и Сотир Митрев. Убит в сражение е и четникът Петре Христов. Според сведение на ръководителите на Илинденско-Преображенското въстание в Костурско Васил Чекаларов, Лазар Поптрайков, Пандо Кляшев, Манол Розов и Михаил Розов, изпратено до всички чуждестранни консулства в Битоля на 30 август 1903 в Въмбел са изгорени всички 120 къщи, но за убитите няма данни.
Въмбелъ бѣ най-послѣдното село, което изгориха въ Костурско... На 26 юлий четитѣ отъ нашия районъ нападнаха на градеца Биглища, но не успѣха да го прѣвзематъ. Въ събота прѣзъ нощьта тѣ се върнаха въ Въмбелъ. На другия день, недѣля, населението отъ Връбникъ и нашето село се отеглихме въ нашата планина. Селската чета остана да пази селото отъ нахлувание на башибозукъ. Наистина, тоя день нападна башибозукъ на Връбникъ, ограби го и го подпали, като изгори 92 кѫщи. Здрави останаха само 5 кѫщи. При това бидоха убити и трима мѫже, които не успѣха о врѣме да напуснатъ селото. Слѣдъ това башибозукътъ се опѫти и къмъ нашето село, но биде прѣсрѣщнатъ и отблъснатъ отъ четата. Животътъ ни по горитѣ бѣ много мѫченъ. Само нощно врѣме слизахме въ селото, вземахме, каквото ни трѣбваше, и пакъ се връщахме въ гората. Хранѣхме се съ варена рѫжь и пшеница. Така прѣкарахме до края на мѣсецъ августъ, когато многобройни войски се показаха отъ къмъ Смърдешъ. Тия войски минаха прѣзъ нашето село и прѣнощуваха
въ околностьта на с. Връбникъ. На другия день тѣ се завърнаха и зеха пѫтя къмъ планината, дѣто бѣше забѣгнало населението. Жени и дѣца зеха да пищатъ и бѣгатъ по голата и каменлива планина. Петнадесетъ души четници, неуспѣли да се отеглятъ, бидоха принудени да се скриятъ въ една пещера. Войскитѣ ги заобиколиха. Въ не равната схватка съ войскитѣ всички 15 души прѣдпочели да се самоубиятъ, отъ колкото да се прѣдадатъ живи въ рѫцѣтѣ на неприятеля. При бѣгането на населението войскитѣ убиха петима души, между които една жена, а вѫтрѣ въ селото се намѣриха убити двама мѫже и една жена. Цѣла седмица се скитахме по Брѣзнишката планина, а селото ни остана на произвола на башибозука и войскитѣ, които го ограбиха и изгориха. Отъ 120 кѫщи останаха здрави 30. À отъ живата стока ни се отвлѣкоха 1300 глави овце, 437 глави едъръ добитъкъ, 9 мѫски и 14 магарета. Ora цѣлото почти население се прибра въ 30-тѣ здрави кѫщи. Само нѣколко сѣмейства си построиха колиби.
През ноември 1903 година българският владика Григорий Пелагонийски, придружаван от Наум Темчев и Търпо Поповски, пристигат в Смърдеш и раздават помощи на пострадалото при потушаването на Илинденското въстание население от селото, от Въмбел и от Връбник.
На 29 март 1908 година властта претърсва селото и няколко селяни са подложени на жесток побой. Според Георги Трайчев през 1911/1912 година в Въмбел има 113 къщи със 706 жители и функционира училище с 2 учители. Според Георги Константинов Бистрицки Въмбел преди Балканската война от 1912 – 1913 година има 120 български къщи.
При избухването на Балканската война в 1912 година двама души от Въмбел са доброволци в Македоно-одринското опълчение.
В 1915 година костурчанинът учител Георги Райков пише:
| „ | 1/2 ч. на северозапад от с. Смърдеш, на един рид, е разположено с. Въмбел със 120 къщи. Селяните са българи и си говорят на матерния си български язик. Имаха си българска църква и свещеници, българско училище с учители и учителки, една от същото село се именувала Стоянка... За духовен началник признаваха българския Екзарх Йосиф I. | “ |

На етническата карта на Костурското братство в София от 1940 година, към 1912 година Въмбелъ е обозначено като българско селище.

### В Гърция
През Балканската война в селото влизат гръцки войски и след Междусъюзническата то остава в Гърция. По време на Първата световна война 17 въмблени са доброволци в Партизанската рота, командвана от поручик Никола Лефтеров.
Боривое Милоевич пише в 1921 година („Южна Македония“), че Вамбели има 127 къщи славяни християни. През 20-те години много от жителите му емигрират в България, като само през 1924 година по официален път заминават 71 души. В 1927 година Въмбел е прекръстено на Мосхохорион. След разгрома на Гърция от Нацистка Германия през април 1941 година в селото е създадена чета на българската паравоенна организация Охрана. На 13 януари 1948 година в там се състои първият конгрес на НОФ. По време на Гражданската война в Гърция (1946 – 1949 г.) селото е напълно разсипано и обезлюдено. През 50-те и 60-те години много от жителите му емигрират отвъд океана. По-късно гръцките власти заселват във Въмбел както и в съседните села Смърдеш, Косинец и Дъмбени номадски куцовлашки семейства от Епир и Тесалия, които обаче използват землището на Въмбел предимно за пасище. Днес селото административно се смята за част от Смърдеш, но почти всички от 150-те му къщи са в руини.
Преброявания
- 1913 – 733 души
- 1920 – 574 души
- 1928 – 444 души
- 1940 – 483 души

## Личности
Сред най-известните жители на Въмбел е Илия Дигалов (1890 - 1922), деец на ВМОРО, а по-късно костурски и преспански войвода на ВМРО. Освен него български революционни дейци от Въмбел са Васил Жуглов (1880- ?), Кръсто Караскаков (1871 - след 1943), Ламбо Наумов Пуров (1879 – след 1943), Наум Кръстев (1871 - 1943), Петър Киров Нанчев (1870 – след 1943).
В годините на Втората световна война Яни Люкров (1922 - 1948) е деец на българската паравоенна организация Охрана, а по-късно войник на ДАГ в Гражданската война. С македонско национално съзнание са родените във Въмбел Наум Гапковски (р. 1941), северномакедонският художник Сократ Лафазановски (р. 1939), общественикът Сократ Пановски (1948 – 2011) и канадският историк, македонист, Андрю Росос (р. 1941).
По произход от Въмбел са канадският режисьор с българско съзнание Тед Кочев (1931 – 2025), българският актьор Кръстю Лафазанов (р. 1961) и северномакедонският писател Ермис Лафазановски.